# Hahncappsia cynoalis
Hahncappsia cynoalis is een vlinder uit de familie van de grasmotten (Crambidae), uit de onderfamilie van de Pyraustinae. De wetenschappelijke naam van deze soort is voor het eerst voorgesteld als Pachyzancla cynoalis door Herbert Druce in een publicatie uit 1895.
De soort komt voor in Mexico, Guatemala en Costa Rica.